# Alesana
Alesana — пост-хардкор гурт з міста Ролі, заснований в 2004 році. Назву отримав на честь вулиці Aliceanna Street, на якій жили учасники гурту, граючи в Балтіморі.

## Історія
У 2005 році учасники Alesana стали першими, хто підписав договір з Tragic Hero Records. У червні 2005 вийшов дебютний реліз Try This With Your Eyes Closed, проданий протягом наступного року в кількості 3.000 екземплярів. Альбом On Frail Wings of Vanity and Wax, що вийшов у 2006, відсилає слухача до грецької міфології та середньовіччя. Заголовок натякає на міф про Ікара, воскові крила якого розтанули, коли він злетів дуже близько до сонця. Після того, як альбом розійшовся так само добре, як і перша платівка, в Fearless Records звернули увагу на Alesana, і наприкінці 2006 року був підписаний контракт.
Другий альбом Where Myth Fades To Legend що вийшов у 2006 у 2008 році. Продюсував його Стів Еветтс (Steve Evetts) (He Is Legend, A Static Lullaby, Still Remains). На альбомі 13 пісень, тексти переважно побудовані на обдумуванні людських відносин. Треки «Goodbye, Goodnight, For Good», «Red And Dying Evening» і «Endings Without Stories» знову потрапили на платівку гурту.
У 2010 році вийшов альбом The Emptiness, продюсуванням якого займався Кріс Краммет. Альбом складається з 11 треків і оповідає про трагічну смерть дівчини, на ім'я Аннабель.

## Склад

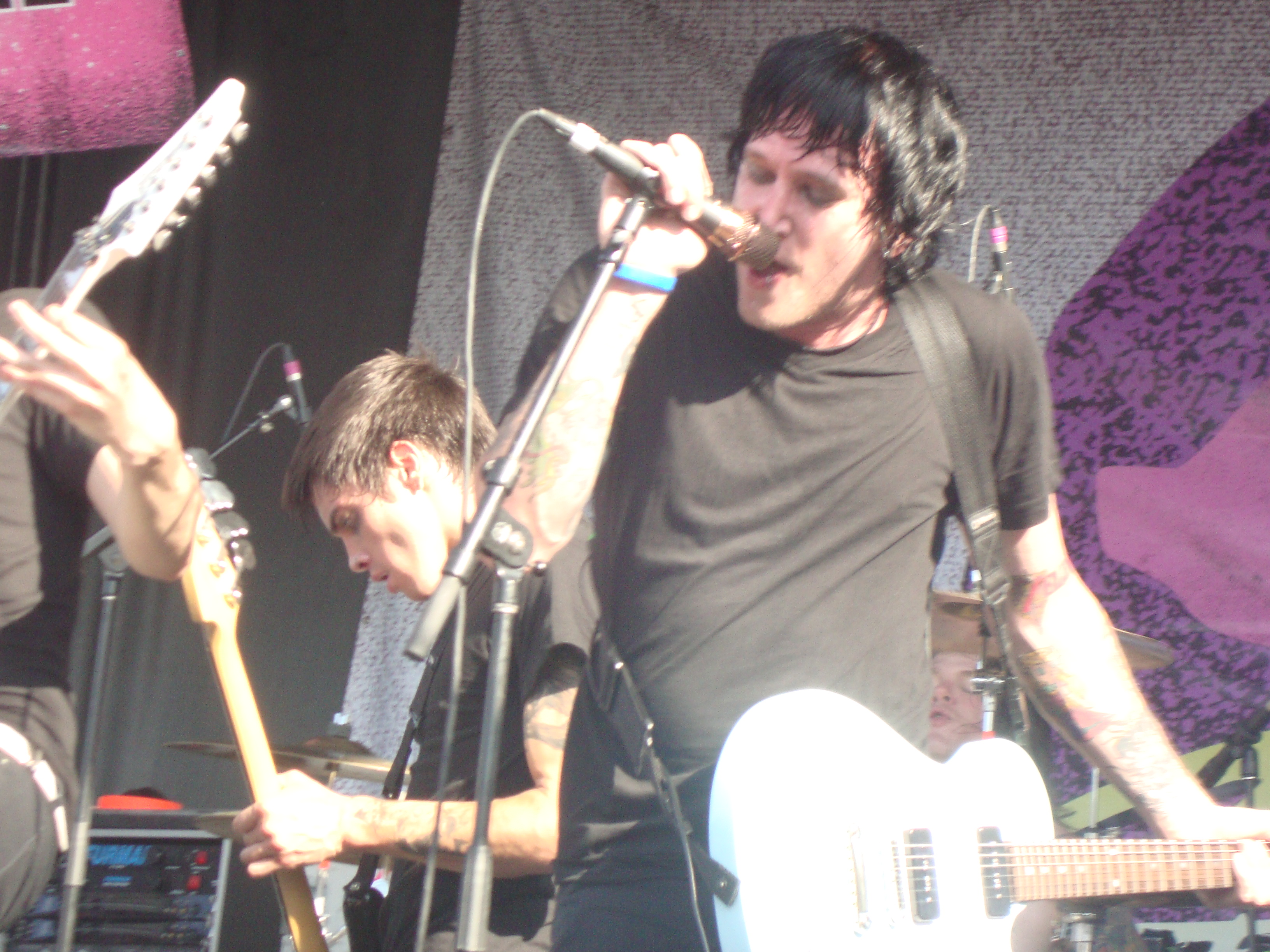
Шейн Крамп (ліворуч) і Шон Мілк (праворуч) виступають на Vans Warped Tour 2010

### Поточний склад
- Денніс Лі «(англ. Dennis Lee)»[4] — скрим-вокал (з 2004)
- Шон Мілк «(англ. Shawn Milke)»[5] — вокал, гітара, фортепіано (з 2004)
- Шейн Крамп «(англ. Shane Crump)» — бас-гітара, бек-вокал (2007—2008; з 2010)
- Патрік Томпсон (англ. Patrick Thompson)[6] — соло-гітара (з 2004)
- Джеремі Брайан «(англ. Jeremy Bryan)»[7] — ударні (з 2005)
- Алекс Торрес «(англ. Alex Torres)» — соло-гітара (з 2010)

### Колишні учасники
- Джейк Кемпбелл «(англ. Jake Campbell)» — бас-гітара (2008—2010)
- Стівен Томани «(англ. Steven Tomany)» — бас-гітара (2004—2007)
- Вил Андерсон «(англ. Will Anderson)» — ударні (2005)
- Деніел Магнусон «(англ. Daniel Magnuson)» — ударні (2004—2005)
- Адам «Чорниця» Фергюсон «(англ. Adam „Huckleberry“ Ferguson)»[8] — ритм-гітара (2005—2008)
- Меліса Мілк «(англ. Melissa Milke)» — жіночий вокал у піснях «The Third Temptation of Paris», «As You Wish» і бек-вокал на деяких інших піснях.

## Дискографія
Міні-альбоми
- Try This with Your Eyes Closed (2005)
- The Decade EP (2014)
- The Lost Chapters EP (2017)

Студійні альбоми
- On Frail Wings of Vanity and Wax (2006)
- Where Myth Fades to Legend (2008)
- The Emptiness (2010)
- A Place Where the Sun Is Silent (2011)
- Confessions (2015)

Сингли
| Рік ! | Назва                      |
| ----- | -------------------------- |
| 2006  | «Ambrosia»                 |
| 2009  | «Seduction»                |
| 2009  | «The Thespian»             |
| 2011  | «Lullaby of The Crucified» |

## Відеографія
- 2007 — Ambrosia
- 2009 — Seduction
- 2009 — Sweetheart, You Are Sadly Mistaken (Fun Video)
- 2010 — The Thespian
- 2011 — Circle VII: Sins of the Lion
- 2011 — Lullaby Of The Crucified